# Discographie de FNC Entertainment
Ci-dessous se trouve la liste complète des albums sortis par FNC Entertainment, classée par ordre chronologique.

## 2007
| Date de sortie | Titre                      | Artiste     | Format             | Langue |
| -------------- | -------------------------- | ----------- | ------------------ | ------ |
| 7 juin         | Cheerful Sensibility       | F.T. Island | CD, téléchargement | Coréen |
| 3 décembre     | The Refreshment (Vol. 1.5) | F.T. Island | CD, téléchargement | Coréen |

## 2008
| Date de sortie | Titre                           | Artiste     | Format             | Langue   |
| -------------- | ------------------------------- | ----------- | ------------------ | -------- |
| 7 juin         | Prologue of F.T. Island: Soyogi | F.T. Island | CD, téléchargement | Japonais |
| 22 août        | Colorful Sensibility            | F.T. Island | CD, téléchargement | Coréen   |
| 17 octobre     | Colorful Sensibility Part 2     | F.T. Island | CD, téléchargement | Coréen   |

## 2009
| Date de sortie | Titre              | Artiste     | Format             | Langue            |
| -------------- | ------------------ | ----------- | ------------------ | ----------------- |
| 11 février     | Jump Up            | F.T. Island | CD, téléchargement | Coréen            |
| 16 juillet     | Cross & Change     | F.T. Island | CD, téléchargement | Coréen            |
| 19 août        | Now or Never       | CN Blue     | CD, téléchargement | Anglais           |
| 19 octobre     | Love Letter        | F.T. Triple | CD, téléchargement | Coréen            |
| 26 octobre     | Double Date        | F.T. Island | CD, téléchargement | Coréen            |
| 25 novembre    | Voice              | CN Blue     | CD, téléchargement | Anglais, japonais |
| 16 décembre    | So Long, Au Revoir | F.T. Island | CD, téléchargement | Japonais          |

## 2010
| Date de sortie | Titre                      | Artiste     | Format             | Langue   |
| -------------- | -------------------------- | ----------- | ------------------ | -------- |
| 14 janvier     | Bluetory                   | CN Blue     | CD, téléchargement | Coréen   |
| 23 janvier     | The Way                    | CN Blue     | CD, téléchargement | Japonais |
| 20 mars        | Thank U                    | CN Blue     | CD, téléchargement | Japonais |
| 15 avril       | Japan Special Album Vol. 1 | F.T. Island | CD, téléchargement | Japonais |
| 19 mai         | "Flower Rock"              | F.T. Island | CD, téléchargement | Japonais |
| 19 mai         | Bluelove                   | CN Blue     | CD, téléchargement | Coréen   |
| 14 juillet     | "Brand-new Days"           | F.T. Island | CD, téléchargement | Japonais |
| 25 août        | Beautiful Journey          | F.T. Island | CD, téléchargement | Coréen   |
| 26 août        | "I Don't Know Why"         | CN Blue     | CD, téléchargement | Japonais |
| 17 novembre    | "So Today..."              | F.T. Island | CD, téléchargement | Japonais |

## 2011
| Date de sortie | Titre                                                     | Artiste     | Format             | Langue    |
| -------------- | --------------------------------------------------------- | ----------- | ------------------ | --------- |
| 9 janvier      | Re-maintenance                                            | CN Blue     | CD, téléchargement | Japonais  |
| 19 janvier     | Oh Won Bin 1st Mini Album                                 | Oh Won Bin  | CD, téléchargement | Taïwanais |
| 14 mars        | C'mon Girl                                                | Oh Won Bin  | CD, téléchargement | Japonais  |
| 21 mars        | First Step                                                | CN Blue     | CD, téléchargement | Coréen    |
| 26 avril       | First Step +1 Thank You                                   | CN Blue     | CD, téléchargement | Coréen    |
| 20 avril       | "Satisfaction"                                            | F.T. Island | CD, téléchargement | Japonais  |
| 29 avril       | "Ready Go"                                                | Juniel      | CD, téléchargement | Japonais  |
| 18 mai         | Five Treasure Island                                      | F.T. Island | CD, téléchargement | Japonais  |
| 24 mai         | Return                                                    | F.T. Island | CD, téléchargement | Coréen    |
| 21 juin        | Good for You                                              | Oh Won Bin  | CD, téléchargement | Japonais  |
| 12 juillet     | Dream & Hope                                              | Juniel      | CD, téléchargement | Japonais  |
| 27 juillet     | "Let It Go!"                                              | F.T. Island | CD, téléchargement | Japonais  |
| 1er septembre  | 392                                                       | CN Blue     | CD, téléchargement | Japonais  |
| 28 septembre   | Best Recommendation for Japan – Our Favorite Korean Songs | F.T. Island | CD, téléchargement | Japonais  |
| 29 septembre   | To the Star                                               | Oh Won Bin  | CD, téléchargement | Japonais  |
| 10 octobre     | Memory in FT Island                                       | F.T. Island | CD, téléchargement | Coréen    |
| 19 octobre     | "In My Head"                                              | CN Blue     | CD, téléchargement | Japonais  |
| 2 novembre     | "Forever"                                                 | Juniel      | CD, téléchargement | Japonais  |
| 11 novembre    | I Love You and I Love You                                 | Oh Won Bin  | CD, téléchargement | Coréen    |
| 30 novembre    | "Distance"                                                | F.T. Island | CD, téléchargement | Japonais  |
| 1er décembre   | Threads of Your Clothes                                   | M Signal    | CD, téléchargement | Coréen    |

## 2012
| Date de sortie | Titre                 | Artiste     | Format             | Langue            |
| -------------- | --------------------- | ----------- | ------------------ | ----------------- |
| 19 janvier     | Two of Us             | M Signal    | Téléchargement     | Coréen            |
| 31 janvier     | Grown Up              | F.T. Island | CD, téléchargement | Coréen            |
| 1er février    | "Where You Are"       | CN Blue     | CD, téléchargement | Japonais          |
| 15 février     | Sakura ~todokanu omoi | Juniel      | CD, téléchargement | Japonais          |
| 14 mars        | Voice (réédition)     | CN Blue     | CD, téléchargement | Anglais, japonais |
| 26 mars        | Ear Fun               | CN Blue     | CD, téléchargement | Coréen            |
| 18 avril       | "Neverland"           | F.T. Island | CD, téléchargement | Japonais          |
| 16 mai         | 20 (Twenty)           | F.T. Island | CD, téléchargement | Japonais          |
| 7 juin         | My First June         | Juniel      | CD, téléchargement | Japonais          |
| 30 juillet     | Angels' Story         | AOA         | CD, téléchargement | Coréen            |
| 1er août       | "Come On"             | CN Blue     | CD, téléchargement | Japonais          |
| 8 août         | "Top Secret"          | F.T. Island | CD, téléchargement | Japonais          |
| 29 août        | Code Name Blue        | CN Blue     | CD, téléchargement | Japonais          |
| 10 septembre   | Five Treasure Box     | F.T. Island | CD, téléchargement | Coréen            |
| 10 octobre     | Wanna Be              | AOA         | CD, téléchargement | Coréen            |
| 20 novembre    | 1&1                   | Juniel      | CD, téléchargement | Coréen            |
| 28 novembre    | "Polar Star"          | F.T. Island | CD, téléchargement | Japonais          |
| 19 décembre    | "Robot"               | CNBLUE      | CD, téléchargement | Japonais          |

## 2013
| Date de sortie | Titre                      | Artiste     | Format             | Langue   |
| -------------- | -------------------------- | ----------- | ------------------ | -------- |
| 14 janvier     | Re:Blue                    | CN Blue     | CD, téléchargement | Coréen   |
| 6 mars         | Juni                       | Juniel      | CD, téléchargement | Japonais |
| 18 mars        | Now or Never (re-released) | CN Blue     | CD, téléchargement | Anglais  |
| 27 mars        | "You Are My Life"          | F.T. Island | CD, téléchargement | Japonais |
| 24 avril       | "Blind Love"               | CN Blue     | CD, téléchargement | Japonais |
| 25 avril       | Fall in L                  | Juniel      | CD, téléchargement | Coréen   |
| 5 juin         | Rated-FT                   | F.T. Island | CD, téléchargement | Japonais |
| 13 juillet     | "Shiawa Theory"            | F.T. Island | CD, téléchargement | Japonais |
| 26 juillet     | "Moya"                     | AOA Black   | CD, téléchargement | Coréen   |
| 31 juillet     | "Lady"                     | CN Blue     | CD, téléchargement | Japonais |
| 28 août        | What Turns You On?         | CN Blue     | CD, téléchargement | Japonais |
| 23 septembre   | Thanks To                  | F.T. Island | CD, téléchargement | Coréen   |
| 1er octobre    | "Basket"                   | N.Flying    | CD, téléchargement | Japonais |
| 14 octobre     | Red Motion                 | AOA         | CD, téléchargement | Coréen   |
| 18 novembre    | The Mood                   | F.T. Island | CD, téléchargement | Coréen   |

## 2014
| Date de sortie | Titre               | Artiste        | Format             | Langue   |
| -------------- | ------------------- | -------------- | ------------------ | -------- |
| 1er janvier    | One and Only        | N.Flying       | CD, téléchargement | Anglais  |
| 13 janvier     | Age-Height          | Two Song Place | Single digital     | Coréen   |
| 16 janvier     | "Miniskirt"         | AOA            | CD, téléchargement | Coréen   |
| 22 janvier     | "Beautiful"         | F.T. Island    | CD, téléchargement | Japonais |
| 24 février     | Can't Stop          | CN Blue        | CD, téléchargement | Coréen   |
| 28 mai         | New Page            | F.T. Island    | CD, téléchargement | Japonais |
| 19 juin        | Short Hair          | AOA            | CD, téléchargement | Coréen   |
| 17 septembre   | Wave                | CN Blue        | CD, téléchargement | Japonais |
| 29 septembre   | I Think I'm in Love | Juniel         | CD, téléchargement | Coréen   |
| 11 novembre    | Like a Cat          | AOA            | CD, téléchargement | Coréen   |

## 2015
| Date de sortie | Titre            | Artiste       | Format             | Langue                    |
| -------------- | ---------------- | ------------- | ------------------ | ------------------------- |
| 15 janvier     | One Fine Day     | Jung Yong-hwa | CD, téléchargement | Coréen                    |
| 23 mars        | I Will           | F.T. Island   | CD, téléchargement | Coréen                    |
| 28 avril       | "God"            | JNJ           | Téléchargement     | Coréen                    |
| 22 juin        | Heart Attack     | AOA           | CD, téléchargement | Coréen, japonais, chinois |
| 14 septembre   | 2gether          | CN Blue       | CD, téléchargement | Coréen                    |
| 30 septembre   | Colors           | CN Blue       | CD, téléchargement | Japonais, anglais         |
| 13 mai         | 5.....Go         | F.T. Island   | CD, téléchargement | Japonais                  |
| 16 août        | Where's My Puppy | F.T. Island   | Téléchargement     | Japonais, coréen          |
| 20 août        | Sorry            | Juniel        | Téléchargement     | Coréen                    |
| 17 novembre    | FM302            | Lee Hong-gi   | CD, téléchargement | Coréen                    |
| 9 décembre     | AM302            | Lee Hong-gi   | CD, téléchargement | Japonais                  |

## 2016
| Date de sortie | Titre              | Artiste                        | Format             | Langue            |
| -------------- | ------------------ | ------------------------------ | ------------------ | ----------------- |
| 15 janvier     | "Empathy"          | Jung Yong-hwa et Sunwoo Jung-a | Téléchargement     | Coréen            |
| 29 janvier     | "I Remember"       | Innovator ft. Esna             | Téléchargement     | Coréen            |
| 12 février     | "I'm Jelly Baby"   | AOA Cream                      | Téléchargement     | Coréen            |
| 3 mars         | "Call You Bae"     | Ji-min ft. Xiumin              | Téléchargement     | Coréen            |
| 4 avril        | Blueming           | CN Blue                        | CD, téléchargement | Coréen, anglais   |
| 6 avril        | N.W.U              | F.T. Island                    | CD, téléchargement | Japonais          |
| 11 mai         | "Puzzle"           | CN Blue                        | CD, téléchargement | Japonais          |
| 16 mai         | Good Luck          | AOA                            | CD, téléchargement | Coréen            |
| 18 juillet     | Where's the Truth? | F.T. Island                    | CD, téléchargement | Coréen            |
| 18 juillet     | Just Do It         | F.T. Island                    | Téléchargement     | Japonais          |
| 27 juillet     | Sparkling Night    | Lee Jong-hyun                  | CD, téléchargement | Japonais, anglais |
| 6 septembre    | "Mom's Favorite"   | Innovator & Basick             | Télechargement     | Coréen            |
| 5 octobre      | Feeling Sensation  | SF9                            | CD, téléchargement | Coréen            |
| 20 octobre     | Euphoria           | CN Blue                        | CD, téléchargement | Japonais, anglais |